# Eupithecia helenaria
Eupithecia helenaria es una especie de polilla de la familia Geometridae. La especie fue descrita por primera vez por William Warren habiendo sido descrita en 1906, con distribución en Brasil. El sintipo de la especie fue descrita en los alrededores de São Paulo.

## Descripción
La cabeza, palpos, centro del tórax, el abdomen y patas son de color crema. Por su parte, las alas son de color pálido, pero tan densamente cubiertos de oliva oscuro que la polilla parece de ese color, solo las líneas internas se muestran pálidas.